# Detritivorisme
El detritivorisme és el comportament alimentari propi dels organismes que s'alimenten de material detrític, principalment orgànic.

## Detritívors
El material detrític és allò que està format per detritus, el producte resultant de l'esmicolament i la desintegració d'un cos sòlid. Moltes gambes i les llagostes, per exemple, són animals detritívors, perquè s'alimenten de vegetals en putrefacció i restes d'animals aquàtics, llavors, fruites.

## Descomponedors
Els organismes descomponedors són aquells que viuen precisament en la matèria morta que mengen els detritívors. Aquests, bacteris i fongs, són els principals agents de descomposició, és per això que s'anomenen també descomponedors. Actuen sobre la matèria orgànica vegetal morta i sobre els productes d'excreció i els cadàvers dels animals superiors. Aquests organismes que viuen en la matèria morta i que es mengen els animals detritívors s'anomenen sapròfits. Un sapròfit és qualsevol organisme que es nodreix de restes de matèria vegetal o animal en putrefacció. Els fongs superiors, les floridures i altres tipus de fongs, són els sapròfits més abundants. Certs tipus de bacteris són sapròfits, així com algunes plantes. Els sapròfits produeixen enzims, que descomponen la matèria orgànica en nutrients que es poden absorbir. Els animals descomponedors són els que contribueixen a la trituració i fragmentació de les restes animals o vegetals i intervenen en el seu procés de descomposició ajudant els sapròfits. Dins d'aquest grup, es troben els àcars, alguns coleòpters i artròpodes, entre d'altres.
Els animals detritívors, doncs, es mengen les restes orgàniques en descomposició i els animals descomponedors contribueixen a la descomposició d'aquestes restes orgàniques.